# Сікорово
Сікорово (пол. Sikorowo, нім. Meisenheim) — село в Польщі, у гміні Іновроцлав Іновроцлавського повіту Куявсько-Поморського воєводства.
Населення — 423 особи (2011).
У 1975-1998 роках село належало до Бидгощського воєводства.

## Демографія
Демографічна структура станом на 31 березня 2011 року:
|          | Загалом | Допрацездатний вік | Працездатний вік | Постпрацездатний вік |
| -------- | ------- | ------------------ | ---------------- | -------------------- |
| Чоловіки | 215     | 55                 | 136              | 24                   |
| Жінки    | 208     | 51                 | 117              | 40                   |
| Разом    | 423     | 106                | 253              | 64                   |